# Breutelia guilielmi-meyeri
Breutelia guilielmi-meyeri là một loài rêu trong họ Bartramiaceae. Loài này được J. Froehl. mô tả khoa học đầu tiên năm 1962.